# Winter Passing
Winter Passing är en amerikansk dramakomedifilm från 2005, regisserad och skriven av Adam Rapp. Filmen var Rapps debut som regissör och i rollerna ses bland andra Ed Harris, Zooey Deschanel och Will Ferrell.

## Handling
Skådespelaren Reese Holden erbjuds en stor summa pengar för att publicera sin kända skådespelarfars kärleksbrev till hennes mor. En före detta student flyttar in hos fadern och det ska visa sig att fadern bryr sig mer om sin nya vän än sin egen hälsa och välbefinnande.

## Rollista (urval)
- Zooey Deschanel – Reese Holdin
- Ed Harris – Don Holdin
- Will Ferrell – Corbit
- Amelia Warner – Shelly
- Mary Jo Deschanel – Mary
- Amy Madigan – Lori Lansky
- Deirdre O'Connell – Deirdre

## Om filmen
Winter Passing producerades av David Koplan och P. Jennifer Dana för produktionsbolagen Stratus Film Co. och Mint Pictures. Den spelades in i New York och Warren, New Jersey med Terry Stacey som fotograf. Musiken komponerades av John Kimbrough och filmen klipptes av Meg Reticker. Filmen hade en budget på 3 500 000 amerikanska dollar.
Filmen premiärvisades den 10 september 2005 på Toronto International Film Festival. I Sverige gick den aldrig upp på biograferna, men utgavs på DVD den 3 maj 2006. I Sverige distribueras den av Sandrew Metronome.